# Georg Theodor Bauer

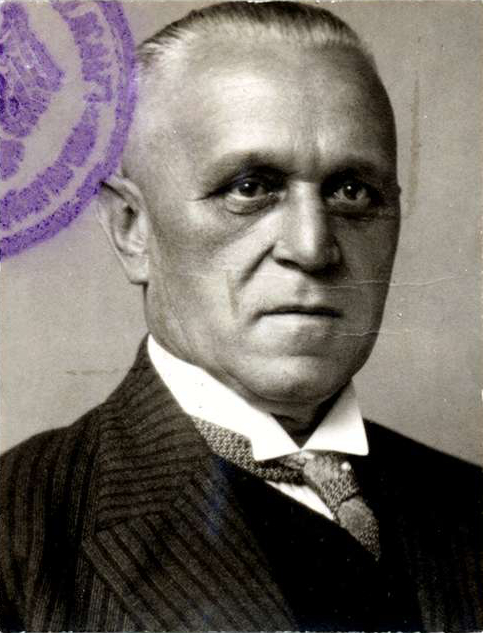
Georg Theodor Bauer

Georg Theodor Bauer (* 30. Januar 1873 in Grombach; † 24. Februar 1933 in Karlsruhe) war deutscher Offizier und Politiker. Er gehörte für die DVP und später die DNVP dem badischen Landtag an.

## Leben
Theodor Bauer war ein Sohn des Grombacher Pfarrers Georg Bauer (1834–1892) und besuchte mit seinem Zwillingsbruder Wilhelm eine Privatschule in Pforzheim und danach das Gymnasium in Lahr. Anschließend traten beide in die Preußische Armee ein. Georg Bauer war zunächst beim 6. Badisches Infanterie-Regiment „Kaiser Friedrich III.“ Nr. 114 in Konstanz. 1892 wurde er zum Leutnant befördert. Er ließ sich während seiner Laufbahn ein Vierteljahr beurlauben und ging nach Genf, wo er die französische Sprache erlernte, um danach wieder beim Militär 1896 das Dolmetscherexamen zu bestehen. 1900 kam er als Oberleutnant zum Bezirkskommando in Stockach. Er bestand dort das Akademieexamen und hätte 1903 zur Kriegsakademie nach Berlin kommandiert werden sollen. Stattdessen meldete er sich zum Dienst nach China und gehörte von 1903 bis 1906 der Ostasiatischen Besatzungsbrigade an. Während dieser Zeit nahm Bauer an Empfängen von Cixi und Yuan Shikai teil. Nach seiner Rückkehr nach Deutschland kam er wieder in sein altes Regiment in Konstanz und wurde 1907 zum Hauptmann befördert. Bauer ließ sich abermals beurlauben und ging nach England, um dort die englische Sprache zu erlernen. Zurück in Deutschland wurde er 1908 Kompaniechef im Infanterie-Regiment „Hessen-Homburg“ Nr. 166.
Als der Erste Weltkrieg ausbrach, wurde er zum Major befördert und als Bataillonskommandeur in das 8. Rheinische Infanterie-Regiment Nr. 70 versetzt. Mit dem Regiment nahm er an den Kämpfen an der Westfront teil. Am 6. Oktober 1914 erlitt Bauer bei Damery eine schwere Verwundung, in deren Folge sein linkes Bein am Oberschenkel amputiert werden musste. Er verbrachte über ein Jahr im Lazarett und kam danach als Hilfsreferent in die Rentenabteilung des Kriegsministeriums nach Berlin. 1917 erfolgte seine Ernennung zum Kommandeur der Kadettenanstalt in Karlsruhe. Nach Kriegsende war Bauer 1919 Kommandeur der Karlsruher Einwohnerwehr und nahm 1920 als Oberstleutnant seinen Abschied aus dem Militärdienst.
Bauer wurde zweiter Vizepräsident des Badischen Kriegerbundes und Vorsitzender des Badischen Landesverbands des Volksbundes Deutsche Kriegsgräberfürsorge. Er setzte sich für die Belange der Kriegsbeschädigten und Hinterbliebenen ein.
1922 trat er in die DVP ein und wurde Mitglied des geschäftsführenden Ausschusses des Landesverbandes, Vorsitzender der Ortsgruppe Karlsruhe und Fraktionsvorsitzender im badischen Landtag, dem er von 1925 bis 1933 angehörte. 1931 trat er zur DNVP über, deren zweiter Fraktionsvorsitzender er auch wurde.
Ende 1932 verschlechterte sich sein Gesundheitszustand dramatisch, eine Folge der im Krieg erlittenen Verletzung. Er erholte sich nicht mehr und verstarb am 24. Februar 1933.

## Familie
Theodor Bauer war ab 1911 verheiratet mit Elisabeth Fritz (1887–1976). Der Ehe entstammte der Sohn Hans Theo Bauer (1911–1991).

## Auszeichnungen
- Ritterkreuz II. Klasse des Ordens vom Zähringer Löwen (1909)
- Roter Adlerorden IV. Klasse (1913)
- Friedrich-August-Kreuz II. Klasse (1914)
- Eisernes Kreuz I. Klasse (1915)
- Ritterkreuz I. Klasse mit Schwertern des Ordens vom Zähringer Löwen (1915)